# 교차보복
교차보복(Cross Retaliation)은 WTO의 협정하에서 피소당사국이 패널판정을 합리적 기간내에 이행하지 않을 경우에 제소국은 분쟁해결기구의 승인을 얻어 패소국에 대한 양허나 그 밖의 의무를 정지(suspension of concession)하는 것을 말한다. 양허의 정지는 문제된 분야뿐만 아니라 다른 분야에 대해서도 가능하다.
이러한 교차보복을 허용하기 위해서는, 첫째 원칙적으로 침해를 입은 분야에서의 양허의 정지를 우선적으로 추진하고, 둘째 이러한 제재가 비현실적이거나 비효과적인 경우에는 동일 협정상의 다른 분야에서의 양허를 정지하고, 셋째 위의 방법도 비현실적이거나 비효과적이라고 판단되는 경우라야 한다. 이와 같은 교차보복의 허용으로 FATT/WTO 분쟁해결의 실효성을 높이게 된다.